# Similiparma lurida
Similiparma lurida là một loài cá biển thuộc chi Similiparma trong họ Cá thia. Loài này được mô tả lần đầu tiên vào năm 1830.

## Từ nguyên
Theo như bản gốc mô tả thì mẫu định danh của loài này có màu "đen hoàn toàn hoặc nâu đen". Tính từ định danh lurida trong tiếng Latinh có nhiều nghĩa, "đỏ sẫm", "nhợt nhạt" hoặc "đáng sợ", có lẽ nghĩa "đáng sợ" phù hợp hơn cả vì hàm ý đề cập đến màu sắc không được thu hút của chúng.

## Phân loại học
S. lurida trước đây được xếp vào chi Abudefduf với danh pháp là A. luridus. Qua kết quả phân tích hình thái học, A. luridus và Similiparma hermani có mối quan hệ gần nhau nhất nên loài này được chuyển sang chi Similiparma. Mặc dù vậy, một số nhà khoa học vẫn gọi loài này là Abudefduf luridus trong các nghiên cứu của họ.

## Phạm vi phân bố và môi trường sống
S. lurida được biết đến chủ yếu ở các đảo quốc ngoài khơi Đông Đại Tây Dương, bao gồm Madeira, Açores, quần đảo Savage, quần đảo Canaria và Cabo Verde; loài này cũng được ghi nhận tại bờ biển Sénégal.
Loài này sống gần những rạn san hô và bãi đá ngầm, thường là khu vực có nền đáy cát, ở độ sâu đến ít nhất là 25 m; cá con có thể được bắt gặp trong các hồ thủy triều.

## Mô tả
S. lurida có chiều dài cơ thể tối đa được ghi nhận là 15 cm. Cơ thể có màu nâu sẫm, gần như đen (nhạt màu không đáng kể ở bụng). Vảy cá ở vùng thân trên và lưng cũng như sau gốc vây ngực có những đốm chấm ánh màu xanh lam sáng. Vây bụng và vây hậu môn cũng có một dải màu xanh óng tương tự (khá mờ ở vây lưng). Quanh mắt và trên trán cũng có những chấm màu xanh tím. Sau khi chết, những đốm chấm xanh óng này chuyển thành màu xanh sẫm.
Số gai ở vây lưng: 13–14; Số tia vây ở vây lưng: 15–17; Số gai ở vây hậu môn: 2; Số tia vây ở vây hậu môn: 12–14; Số tia vây ở vây ngực: 19–21.

## Sinh thái học
Thức ăn chủ yếu của S. lurida là tảo và một số loài thủy sinh không xương sống nhỏ. Loài này ít có giá trị trong ngành khai thác cá cảnh.